# Sejm Wielkiego Księstwa Litewskiego
Sejm walny Wielkiego Księstwa Litewskiego (lit. Lietuvos Didžiosios Kunigaikštijos Seimas) – parlament Wielkiego Księstwa Litewskiego, istniejący od 1445 do czasu zawarcia unii lubelskiej w 1569, kiedy to oficjalnie został zniesiony na rzecz połączonego sejmu walnego Rzeczypospolitej Obojga Narodów.

## Ogólna charakterystyka
| Zestawienie sejmów Wielkiego Księstwa Litewskiego | Zestawienie sejmów Wielkiego Księstwa Litewskiego | Zestawienie sejmów Wielkiego Księstwa Litewskiego |
| Władca                                            | Miejsce                                           | Liczba                                            |
| ------------------------------------------------- | ------------------------------------------------- | ------------------------------------------------- |
| Kazimierz IV Jagiellończyk (1440–1492)            | Wilno                                             | 7                                                 |
| Kazimierz IV Jagiellończyk (1440–1492)            | Brześć                                            | 4                                                 |
| Kazimierz IV Jagiellończyk (1440–1492)            | Grodno                                            | 2                                                 |
| Kazimierz IV Jagiellończyk (1440–1492)            | Nowogródek                                        | 1                                                 |
| Aleksander Jagiellończyk (1492–1506)              | Wilno                                             | 3                                                 |
| Zygmunt I Stary (1506–1548)                       | Wilno                                             | 13                                                |
| Zygmunt I Stary (1506–1548)                       | Brześć                                            | 4                                                 |
| Zygmunt I Stary (1506–1548)                       | Grodno                                            | 1                                                 |
| Zygmunt I Stary (1506–1548)                       | Nowogródek                                        | 1                                                 |
| Zygmunt II August (1548–1564)                     | Wilno                                             | 3                                                 |
| Zygmunt II August (1548–1564)                     | Mińsk                                             | 1                                                 |
| Razem                                             | Razem                                             | 40                                                |

Sejm był nieregularnym zjazdem szlachty litewskiej, zwoływanej w razie potrzeby przez wielkiego księcia lub podczas bezkrólewia przez Radę Panów. Obrady trwały zazwyczaj jeden lub dwa tygodnie. Sejm stopniowo ewoluował od spotkania najbardziej wpływowych możnowładców do instytucji ustawodawczej reprezentującej ogół litewskiej szlachty. Pod względem znaczenia sejm litewski znajdował się w cieniu Rady Panów. W przeciwieństwie do sejmu polskiego był jedynie organem przedstawicielskim szlachty litewskiej, bez inicjatywy ustawodawczej. Jego kompetencje ograniczały się do zatwierdzania ustaw i dekretów wydawanych przez wielkiego księcia po konsultacji z radą książęcą, nie posiadał prawa veta. W jego skład wchodzili posłowie mianowani przez władcę lub wyższych urzędników państwowych.
Postanowienia unii lubelskiej znosiły odrębne parlamenty Korony i Litwy na rzecz wspólnego sejmu, jednak Litwini nadal zwoływali zjazdy posłów i senatorów litewskich pod nazwą konwokacji wileńskiej lub zjazdu głównego stanów Wielkiego Księstwa Litewskiego, które stanowiły swoistą kontynuację sejmu Wielkiego Księstwa Litewskiego.

## Historia
Pierwsze ślady dużych zjazdów szlachty (bojarów) litewskich można dostrzec przy okazji traktatu na wyspie Salin (1398) i unii horodelskiej (1413). Za pierwszy sejm litewski uważa się zjazd szlachty w Grodnie w 1445 z okazji rozmów Kazimierza Jagiellończyka i Rady Panów. Wkrótce wpływ szlachty zaczęły rosnąć na mocy przywilejów Kazimierza. Podobnie wojny litewsko-moskiewskie, trwające z niewielkimi przerwami od 1492 do 1582, powodowały, że wielki książę potrzebował więcej podatków na finansowanie armii i musiał częściej zwoływać sejm. W zamian za współpracę szlachta litewska otrzymywała różne przywileje, w tym wzmocnienie roli sejmu.
Początkowo sejm litewski nie miał władzy ustawodawczej. Debatował jednak nad sprawami zagranicznymi i krajowymi, podatkami, wojnami i budżetem państwa. Na początku XVI wieku nabył pewne uprawnienia legislacyjne – mógł zwrócić się do wielkiego księcia z inicjatywą ustawodawczą. Władca zazwyczaj zgadzał się na propozycje, kiedy potrzebował wsparcia i współpracy szlachty. Początkowo sejm tworzyli panowie rada oraz wysocy urzędnicy państwowi. Dopiero z czasem rósł udział szerszych mas szlacheckich w obradach. Kiedy zaczęło wzrastać znaczenie sejmu, szlachta z odleglejszych regionów zaczęła wybierać swoich przedstawicieli na zjazdy. Mimo to parlament Wielkiego Księstwa Litewskiego był zdominowany przez magnatów, a niższe warstwy szlachty były biernymi obserwatorami. Jednak również średnia szlachta zaczęła dostrzegać możliwość blokowania nowych podatków i domagać więcej przywilejów dla siebie. Było to zjawisko podobne do ruchu egzekucyjnego w Koronie.
Gruntowne reformy sejmu zostały przeprowadzone między 1564 a 1566 r., tuż przed unią lubelską. Według II Statutu Litewskiego sejm nabył pełne uprawnienia legislacyjne. Statut wprowadzał graniczenia władzy hospodara wzorowane na polskich. Wielki książę nie mógł odtąd bez zgody sejmu litewskiego wypowiadać wojny ani zawierać pokoju, nakładać podatków i stanowić prawa. Władca zobowiązywał się przestrzegać wolności i praw posiadanych przez wszystkie stany.
Sejm Wielkiego Księstwa Litewskiego składał się z dwóch izb: wyższej, zwanej senatem, będącej kontynuacją Rady Panów i niższej, składającej się z przedstawicieli szlachty poszczególnych powiatów, na które Litwa została podzielona. Z każdego z 28 powiatów wybierano 2 przedstawicieli, podobnie jak do izby poselskiej w polskim sejmie.
Po utworzeniu wspólnego sejmu Rzeczypospolitej w 1569 nadal aż do rozbiorów odbywały się zjazdy stanów litewskich pod nazwą konwokacji wileńskiej lub zjazdu głównego stanów Wielkiego Księstwa Litewskiego. Konwokacje wileńskie funkcjonowały analogicznie do poprzedniego sejmu litewskiego – uczestniczyli w nich senatorowie i posłowie wybierani po dwóch na poszczególnych sejmikach powiatowych. Na konwokacjach ustalano wspólne stanowisko litewskie przed obradami połączonego sejmu Rzeczypospolitej.